# Bengt Sjöström
Bengt Sjöström, född 2 juni 1946 i Lund, är en svensk sociolog och universitetslektor med inriktning på medicinsk sociologi. Han var verksam vid bland annat Lunds universitet och Högskolan Kristianstad. Han disputerade 1992 på  avhandlingen Kliniken tar över dårskapen; Om den moderna svenska psykiatrins framväxt - där han sökte förklaring till varför antalet inskrivna patienter i den psykiatriska vården i Sverige under tiden 1860-1960 ökade dramatiskt.

## Biografi
Efter studentexamen i Kristianstad studerade Sjöström ekonomi och beteendevetenskap vid Lunds universitet. År 1972 examinerades han till legitimerad sjuksköterska vid Helsingborgs sjuksköterskeskola. Han har därefter verkat inom vården, främst psykiatrisk vård. Han genomgick lärarutbildning vid Lärarhögskolan i Malmö 1978-79 som följdes upp med fördjupade studier i bl.a. sociologi. Efter disputationen följde tjänstgöring som universitetslektor vid Vårdhögskolan Lund-Helsingborg och Högskolan Kristianstad. Han tjänstgjorde parallellt som sjukskötare. Sjöström har publicerat flera böcker och artiklar.